# Đế quốc thực dân Pháp
Đế quốc thực dân Pháp bao gồm các thuộc địa hải ngoại, xứ bảo hộ và lãnh thổ ủy thác nằm dưới sự cai trị của Pháp từ thế kỷ 16 trở đi. Các nhà sử học thường phân biệt "đế quốc thực dân Pháp thứ Nhất" tồn tại cho đến năm 1814, khi phần lớn lãnh thổ hải ngoại bị mất hoặc bị bán và "đế quốc thực dân Pháp thứ Hai" kể từ cuộc xâm lược Algérie năm 1830. Khi đỉnh điểm, đế quốc Pháp là một trong những đế quốc lớn nhất, bao gồm cả chính quốc Pháp. Tổng diện tích của toàn đế quốc đạt 13,500,000 km² vào năm 1920, với dân số 150 triệu người vào năm 1936.
Các kình địch chính bao gồm Tây Ban Nha, Bồ Đào Nha, Hà Lan, Anh và Nga. Pháp bắt đầu thiết lập các thuộc địa ở Bắc Mỹ, biển Ca-ri-bê và Ấn Độ vào thế kỷ 17 nhưng mất hết đất trong chiến tranh Bảy năm. Đất ở Bắc Mỹ bị nhượng lại cho Anh và Tây Ban Nha, nhưng Tây Ban Nha sau đó trả Louisiana cho Pháp (Tân Pháp) vào năm 1800. Lãnh thổ này sau đó lại bị bán cho Hoa Kỳ vào năm 1803 (Cấu địa Louisiana). Pháp xây dựng lại một đế quốc mới sau năm 1850, tập trung chủ yếu ở Châu Phi cũng như Đông Dương và Nam Thái Bình Dương. Lúc đầu Đảng Cộng hòa phản đối ý tưởng về một đế chế thực dân nhưng lại nhiệt liệt ủng hộ ý tưởng này khi thấy Đức kiến thiết một đế quốc thực dân sau năm 1880. Đế chế mới của Pháp đảm nhận vai trò thương mại với chính quốc, cung cấp nguyên liệu thô và mua lại các mặt hàng sản xuất. Xây dựng lại một đế chế nghĩa là xây dựng lại uy tín của Pháp, đặc biệt là về mặt sức mạnh quốc tế và truyền bá tiếng Pháp lẫn Công giáo. Trong các Thế chiến, đế quốc Pháp là một trong những nguồn binh lực chính.
Mục đích của đế quốc Pháp là Mission civilisatrice hay "Sứ mệnh khai sáng văn minh". "Văn minh hóa" thông qua đồng hóa ngôn ngữ và tôn giáo, được người Pháp sử dụng như một lời biện minh để bao che, một thứ công cụ để gây ra tội ác đi kèm với dự án thuộc địa của họ. Năm 1884, người ủng hộ chủ nghĩa thực dân, ông Jules Ferry, có tuyên bố; "Các chủng tộc cao hơn có quyền đối với các chủng tộc thấp hơn, họ có nhiệm vụ văn minh hóa các chủng tộc thấp kém." Quyền công dân đầy đủ đồng hóa được ban phát, mặc dù trên thực tế "quá trình đồng hóa luôn luôn thoái trào và người dân ở các thuộc địa bị đối xử không như các công dân."
Trong Thế chiến II, Charles de Gaulle và phe Pháp tự do nắm quyền kiểm soát nhiều thuộc địa hải ngoại và sử dụng chúng làm căn cứ để chuẩn bị giải phóng Pháp. Nhà sử học Tony Chafer lập luận: "Trong nỗ lực khôi phục vị thế cường quốc thế giới sau sự thất bại và bị chiếm đóng một cách tủi nhục, Pháp đã mong muốn duy trì đế chế hải ngoại của mình vào cuối Thế chiến thứ hai." Tuy nhiên, sau năm 1945, các phong trào dân tộc bắt đầu thách thức chính quyền thực dân châu Âu. Chiến tranh Đông Dương lần thứ nhất và chiến tranh Algérie nổ ra đã khiến Pháp mất cả hai thuộc địa. Các chiến dịch phi thuộc địa hóa châu Phi ở những nơi khác sau năm 1960 diễn ra khá êm đẹp. Hiến pháp Pháp ngày 27 tháng 10 năm 1946 (Cộng hòa đệ tứ), thành lập Liên minh Pháp tồn tại đến năm 1958. Những tàn dư mới của đế quốc thực dân được sáp nhập vào Pháp trở thành các bộ phận và lãnh thổ hải ngoại của Cộng hòa Pháp. Đất hải ngoại hiện nay có diện tích 119.394 km² với 2,8 triệu người vào năm 2020.

## Lịch sử

### Đế quốc thực dân Pháp thứ nhất

#### Tân Pháp

Bản đồ của đế quốc thực dân Pháp thứ nhất (màu xanh lá cây) và thứ hai (màu xanh dương).

Đế quốc thực dân Pháp ở châu Mỹ bao gồm Tân Pháp (Canada và Louisiana), Tây Ấn thuộc Pháp (Saint-Domingue, Guadeloupe, Martinique, Dominica, Saint Lucia, Grenada, Tobago và nhiều đảo khác) và Guyane thuộc Pháp.

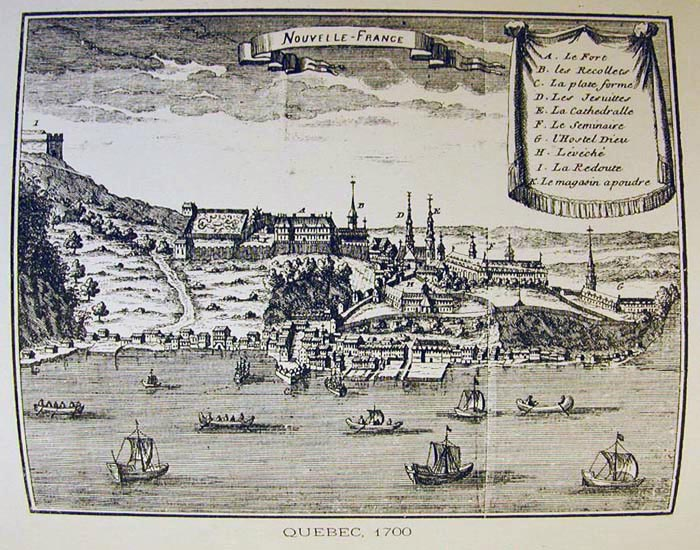
Thuộc địa Pháp ở Bắc Mỹ gọi là 'Nouvelle France'.

Vào thế kỷ 16, thực dân Pháp bắt đầu xây dựng thuộc địa ở châu Mỹ. Các chuyến thám hiểm của Giovanni da Verrazzano và Jacques Cartier đầu thế kỷ 16 đã mở đường cho các tàu đánh cá của ngư dân Pháp đến vùng nước Grand Banks ngoài khơi Newfoundland trong thế kỷ đó. Tuy nhiên, sự độc quyền của Tây Ban Nha ở châu Mỹ và cuộc chiến tranh tôn giáo Pháp trong thế kỷ 16 đã gây cản trở quá trình xây dựng thuộc địa của Pháp. Những nỗ lực ban đầu của Pháp tập trung ở Brazil, Rio de Janeiro ("Pháp Antarctique") năm 1555, Florida (bao gồm Fort Caroline) năm 1562 và São Luís ("France Équinoxiale") năm 1612, đều bất thành do thiếu sự quan tâm từ chính phủ và sự cảnh giác với hai đế quốc Bồ Đào Nha và Tây Ban Nha.
Đế quốc thực dân Pháp thực sự bắt đầu vào ngày 27 tháng 7 năm 1605, với nền tảng là Port Royal ở thuộc địa Acadia, Bắc Mỹ, ngày nay là Nova Scotia, Canada. Vài năm sau, vào năm 1608, Samuel De Champlain thành lập thị trấn Quebec, nơi trở thành thủ đô của Tân Pháp rộng lớn nhưng thưa thớt với kinh tế phụ thuộc vào buôn bán lông thú.
Tân Pháp có dân số thấp do dân chủ yếu tới đây để buôn bán lông thú chứ không có ý định an cư. Do đó, người Pháp có chính sách chung sống hòa bình, thân thiện với cộng đồng Quốc gia đầu tiên (First Nations). Không muốn đất đai, Pháp chỉ muốn dân bản địa cung cấp cho họ lông thú tại các thương điếm, những vị trí đó kết nối quân sự, thương mại và ngoại giao. Đây là những liên minh lâu dài nhất giữa cộng đồng người Pháp và dân bản xứ. Tuy vậy, người Pháp bị giới Công giáo ép phải thực hiện cải đảo người bản xứ.
Thông qua liên minh với nhiều bộ tộc người bản xứ, người Pháp đã có thể kiểm soát được phần lớn lục địa Bắc Mỹ một cách lỏng lẻo. Các khu vực định cư của Pháp nói chung chỉ giới hạn trong Thung lũng sông St. Lawrence. Trước khi thành lập Hội đồng chủ quyền năm 1663, các lãnh thổ của Tân Pháp là các thuộc địa thương mại. Chỉ sau khi Jean Talon tới đây vào năm 1665, Pháp mới triển khai kế hoạch thuộc địa hóa vùng đất này theo mô hình thuộc địa của người Anh. Bản thân thuộc địa Acadia đã mất vào tay người Anh trong Hiệp ước Utrecht vào năm 1713. Pháp ít quan tâm đến hoạt động ở Tân Thế giới, tập trung hơn ở chính trường châu Âu, Tân Pháp tụt xa phía sau thuộc địa Bắc Mỹ của Anh cả về dân số lẫn kinh tế.
Năm 1699, tuyên bố lãnh thổ của Pháp ở Bắc Mỹ mở rộng hơn nữa, với nền tảng của Louisiana trong lưu vực sông Mississippi. Mạng lưới giao dịch rộng khắp khu vực kết nối với Canada qua Ngũ Hồ, được bảo vệ bởi một hệ thống pháo đài rộng lớn, tập trung ở Illinois Country và Arkansas ngày nay.

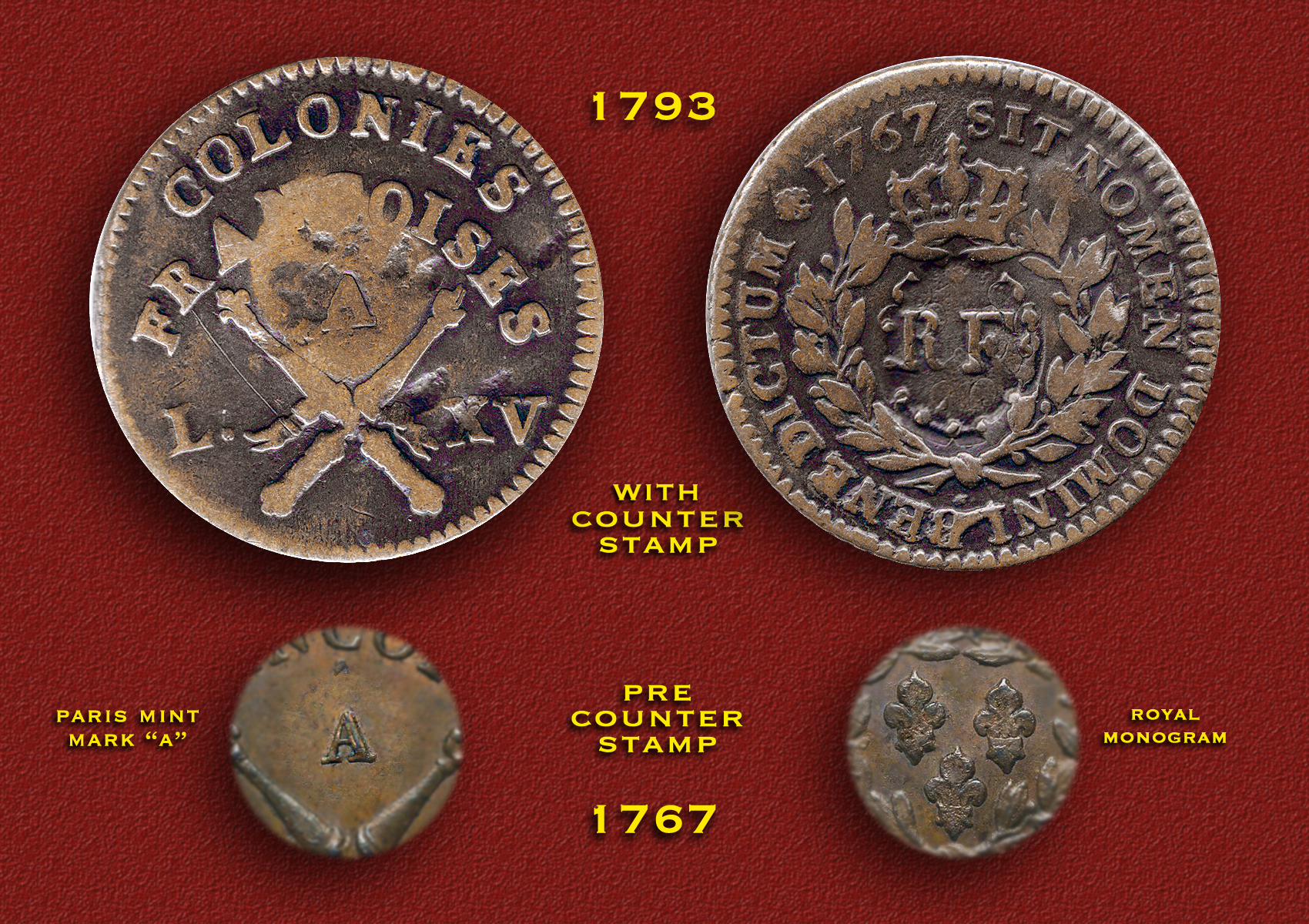
1767 Louis XV Colonies Françoises (West Indies) 12 Diniers copper Sous (w/1793 "RF" counterstamp)

Khi đế quốc thuộc địa Pháp ở Bắc Mỹ phát triển, họ cũng bắt đầu xây dựng thuộc địa nhỏ nhưng béo bở hơn ở Tây Ấn. Pháp định cư dọc bờ biển Nam Mỹ ở vị trí ngày nay là Guiana thuộc Pháp bắt đầu vào năm 1624, và thuộc địa được thành lập trên đảo Saint Kitts năm 1625 (hòn đảo này được chia sẻ với người Anh cho đến Hiệp ước Utrecht năm 1713, khi nó bị nhượng đi hoàn toàn). Compagnie des Îles de l'Amérique thành lập các thuộc địa ở Guadeloupe và Martinique vào năm 1635, và một thuộc địa sau này được thành lập trên đảo Saint Lucia vào năm 1650. Các đồn điền sản xuất thực phẩm ở đó được xây dựng và duy trì bởi nô lệ. Cuộc khởi nghĩa của dân bản địa dẫn đến diệt chủng Carib năm 1660. Thuộc địa quan trọng nhất ở vùng Caribê được thành lập năm 1664, thuộc địa Saint-Domingue (Haiti ngày nay) ở nửa phía tây đảo Hispaniola thuộc đế quốc Tây Ban Nha. Vào thế kỷ 18, Saint-Domingue trở thành thuộc địa sản xuất đường rất lời ở vùng biển Caribbean. Nửa phía đông của Hispaniola (Cộng hòa Dominica ngày nay) từng nằm dưới sự cai trị của Pháp tạm thời sau khi được Tây Ban Nha trao cho năm 1795.

#### Châu Phi

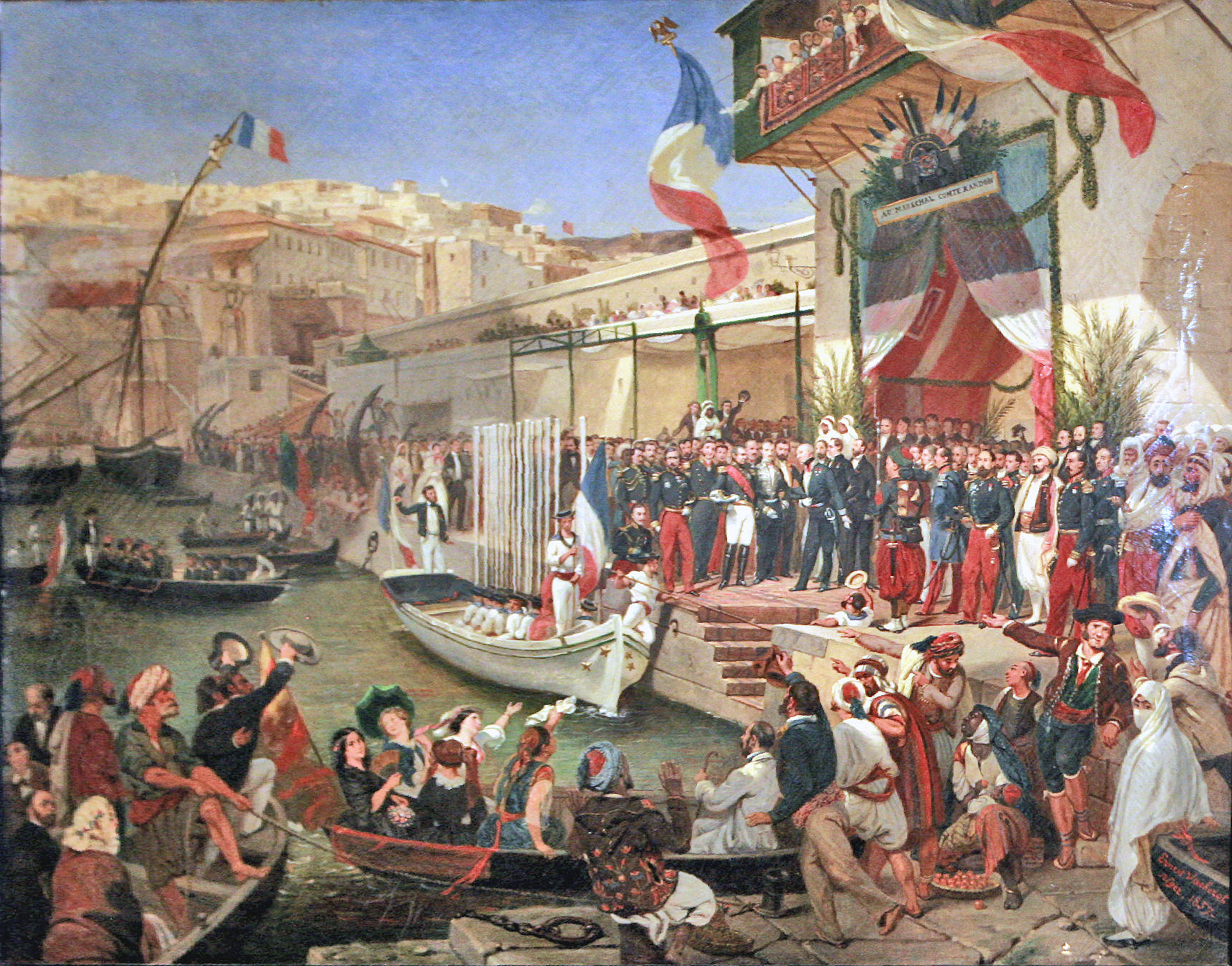
Sự xuất hiện của Nguyên soái Randon tại Algiers năm 1857, vẽ bởi Ernest Francis Vacherot.

Việc mở rộng thuộc địa Pháp không chỉ giới hạn ở châu Mỹ. Tại Senegal ở Tây Phi, người Pháp bắt đầu thiết lập các điểm giao dịch dọc theo bờ biển năm 1624. Năm 1664, Công ty Đông Ấn của Pháp được thành lập để cạnh tranh thương mại ở phía đông. Với sự phân rã của Đế quốc Ottoman, năm 1830 người Pháp chiếm được Algiers, do đó bắt đầu hoạt động thực dân Pháp ở Bắc Phi.
Trong Chiến tranh thế giới thứ nhất, sau khi Pháp chịu thương vong nặng nề trên Mặt trận phía Tây, họ bắt đầu tuyển mộ binh sĩ từ đế chế châu Phi của họ. Đến năm 1917, Pháp đã tuyển dụng 270.000 binh sĩ châu Phi. Trung đoàn được tuyển dụng nhiều nhất đến từ Morocco, nhưng do cuộc chiến tranh Zaian đang diễn ra, họ chỉ có thể tuyển 23.000 người Ma-rốc. Những người lính châu Phi đã thành công trong Trận Verdun và thất bại trong cuộc tấn công Nivelle, nhưng nói chung bất kể tính hữu ích của họ, các tướng lĩnh Pháp đánh giá cao quân đội châu Phi của họ.
Sau Chiến tranh thế giới thứ nhất, hoạt động chiến tranh ở châu Phi của Pháp không được quyết định bởi nội các Pháp hoặc Bộ thuộc địa, mà là các nhà lãnh đạo của phong trào thuộc địa ở châu Phi thuộc Pháp. Lần đầu tiên là vào năm 1915–1916, khi Francois Georges-Picot gặp người Anh để thảo luận về sự phân chia Cameroon của Đức. Picot tiến hành đàm phán với sự giám sát của Tổng thống Pháp. Kết quả là Anh chấp nhận 9/10 của Cameroon cho người Pháp. Picot nhấn mạnh nhu cầu của thực dân Pháp trên Nội các của Pháp. Chính sách này của các nhà lãnh đạo thuộc địa Pháp xác định mục tiêu chiến tranh châu Phi của Pháp có thể được nhìn thấy trên khắp đế quốc Pháp.

#### Châu Á
Các thuộc địa được thành lập tại Chandernagore (1673) và Pondichéry ở phía đông nam (1674) của Ấn Độ, và sau đó là Yanam (1723), Mahe (1725) và Karikal (1739). Các thuộc địa cũng được thành lập ở Ấn Độ Dương, trên Île de Bourbon (Réunion, 1664), Isle de France (Mauritius, 1718) và Seychelles (1756).

#### Xung đột với Anh

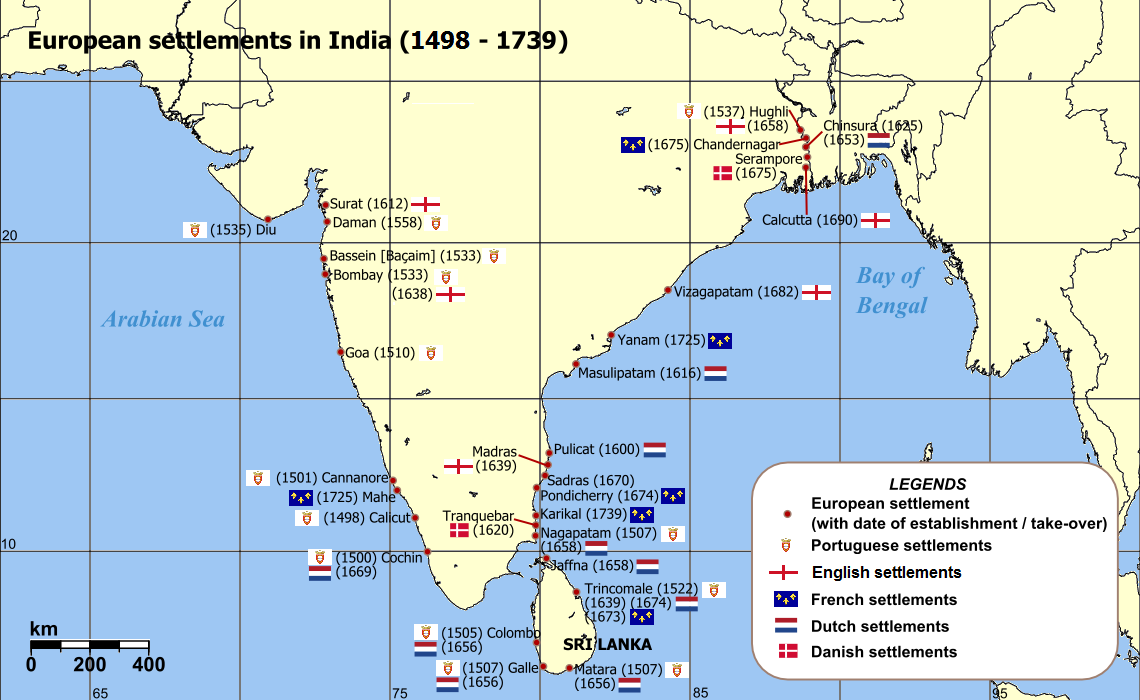
Pháp và các khu định cư khác của châu Âu ở Ấn Độ

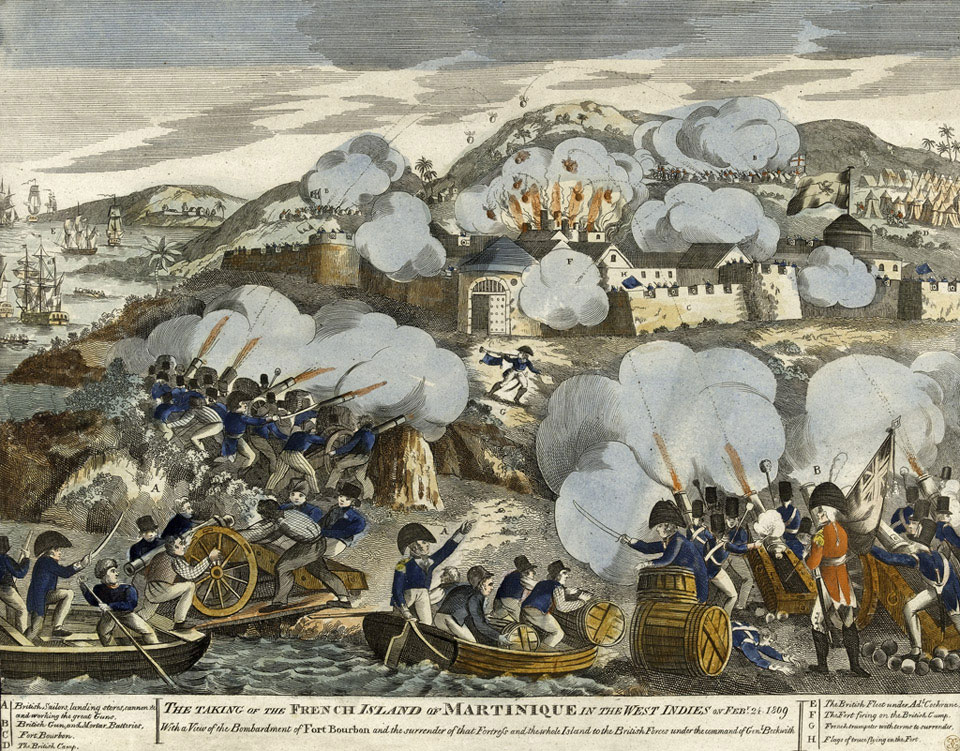
Anh xâm lược Martinique năm 1809

Vào giữa thế kỷ 18, một loạt các cuộc xung đột thuộc địa bắt đầu giữa Pháp và Anh, cuối cùng dẫn đến sự tàn phá của hầu hết đế chế thuộc địa đầu tiên của Pháp và việc trục xuất gần như hoàn toàn Pháp từ châu Mỹ. Những cuộc chiến tranh này là Chiến tranh Kế vị Áo (1744–1748), Chiến tranh Bảy năm (1756–1763), Cách mạng Mỹ (1765–1783), Cuộc cách mạng Pháp (1793–1802) và Chiến tranh Napoleon (1803-1815) và chiến tranh Pháp - Ấn Độ. Xung đột tuần hoàn này đôi khi được gọi là Chiến tranh Trăm năm thứ hai.
Mặc dù cuộc chiến tranh ở Áo không mang tính quyết định - bất chấp những thành công của Pháp ở Ấn Độ dưới thời Tổng thống Pháp Joseph François Dupleix và ở Châu Âu dưới thời Marshal Saxe - Chiến tranh Bảy năm, sau những thành công của Pháp tại Menorca và Bắc Mỹ, Pháp cuối cùng thất bại, người Anh có ưu thế hơn, với 1 triệu dân so với 50.000 của Pháp. Họ chinh phục không chỉ Tân Pháp (ngoại trừ các hòn đảo nhỏ của Saint Pierre và Miquelon), mà còn hầu hết các thuộc địa Tây Ấn (Caribbean) của Pháp, và tất cả tiền đồn của Pháp ở Ấn Độ.
Trong khi hiệp ước hòa bình dẫn đến các tiền đồn của Ấn Độ và các đảo Caribe là Martinique, Guadeloupe đã trả lại Pháp, sự cạnh tranh về ảnh hưởng ở Ấn Độ của Pháp mất đi trước ưu thắng của Anh - phần lớn Tân Pháp chuyển sang Anh Quốc (gọi là Anh Bắc Mỹ). Ngoại trừ Louisiana, Pháp nhượng lại cho Tây Ban Nha như là khoản thanh toán cho việc gia nhập của Tây Ban Nha vào cuối chiến tranh (và như là khoản bồi thường cho việc sáp nhập của Anh ở Florida thuộc Tây Ban Nha). Pháp nhượng lại cho người Anh là Grenada và Saint Lucia ở Tây Ấn. Mặc dù sự mất mát của Canada sẽ gây ra nhiều hối hận trong các thế hệ tương lai, nhưng lúc đó nó rất ít bất hạnh; chủ nghĩa thực dân được coi là không quan trọng đối với Pháp.
Một số sự phục hồi thuộc địa của Pháp đã được thực hiện bởi sự can thiệp của Pháp trong cuộc cách mạng Mỹ, với Saint Lucia được trở về Pháp bởi Hiệp ước Paris năm 1783. Thảm họa thực sự đã đến với đế chế thuộc địa của Pháp vào năm 1791 khi Saint Domingue (miền tây của đảo Hispaniola), thuộc địa giàu có và quan trọng nhất của Pháp bị một cuộc nổi dậy nô lệ lớn gây ra.
Các nô lệ, dẫn đầu bởi Toussaint L'Ouverture và sau đó vào năm 1801, bởi Jean-Jacques Dessalines, tổ chức chống lại Pháp và Anh, và cuối cùng giành được độc lập, thành lập Đế quốc Haiti năm 1804 (Haiti đã trở thành nước cộng hòa đen đầu tiên trên thế giới, tiếp theo là Liberia năm 1847). Dân số da đen và mulatto của hòn đảo đã giảm từ 700.000 năm 1789 xuống còn 351.819 vào năm 1804. Khoảng 80.000 người Haiti đã chết trong chiến sự 1802–1803. Trong số 55.131 binh lính Pháp được cử đến Haiti năm 1802–1803, 45.000, trong đó có 18 vị tướng đã chết, cùng với 10.000 thủy thủ, phần lớn là do bệnh tật. Thuyền trưởng Sorrell của hải quân Anh bình luận, "Pháp đã đánh mất một trong những đội quân tốt nhất mà họ từng gửi đến, bao gồm các cựu chiến binh được chọn, những kẻ chinh phục Ý và quân đoàn Đức. Họ bây giờ hoàn toàn bị tước đoạt đi ảnh hưởng và quyền lực của họ ở Tây Ấn. "
Trong khi đó, cuộc chiến mới được nối lại với Anh bởi người Pháp, dẫn đến việc Anh chiếm giữ tất cả các thuộc địa còn lại của Pháp. Chúng được khôi phục lại tại Hiệp ước Amiens năm 1802, nhưng khi chiến tranh tiếp tục vào năm 1803, người Anh nhanh chóng chiếm lại chúng. Việc mua lại Louisiana của Pháp vào năm 1800 không thành công, vì sự thành công của Cách mạng Haiti đã thuyết phục Napoléon rằng việc nắm giữ Louisiana sẽ không đáng giá, dẫn đến việc bán nó sang Hoa Kỳ vào năm 1803. Pháp cố gắng thiết lập một thuộc địa ở Ai Cập năm 1798–1801 đã không thành công. Thương vong cho chiến dịch là ít nhất 15.000 người thiệt mạng hoặc bị thương và 8.500 tù nhân Pháp; 50.000 người bị giết hoặc bị thương và 15.000 tù nhân vào tay Thổ Nhĩ Kỳ, Ai Cập, các vùng đất Ottoman khác, và cả người Anh.

### Mở rộng của Đệ nhất Đế chế Pháp
Thời đó, nước Pháp đã trải qua cuộc Cách mạng, rồi Chế độ đốc chính (Directoire). Ngày 18 tháng Sương mù, tức ngày 9.11.1799, Napoléon làm một cuộc đảo chính và lập ra Chế độ tổng tài (Consulat) gồm 3 người cai trị nước Pháp do Napoléon làm Đệ Nhất tổng tài (Premier consul), cùng với Emmanuel J. Sieyès và Roger Ducos.
Cuộc trưng cầu dân ý (plébiscite) ngày 6 tháng 11 năm 1804 đã hợp thức hóa việc chuyển sang Đệ Nhất đế chế. Nghị viện nguyên lão công bố nghị quyết tôn Napoléon lên làm hoàng đế nước Pháp từ ngày 18.5.1804. Napoléon Bonaparte được giáo hoàng Pius VII làm lễ phong vương tại Nhà thờ Đức Bà Paris ngày 2 tháng 12 năm 1804 với danh hiệu Napoléon Đệ Nhất. Tuy nhiên, khi đội vương miện thì chính Napoléon đã giật lấy từ tay giáo hoàng và tự đội lên đầu mình.
Tiếp theo cuộc chiến tranh với một số vương quốc ở châu Âu trong Liên minh thứ nhất từ thời Cách mạng, rồi sau đó với Liên minh thứ hai, nên ngay từ ngày đầu, Đệ Nhất Đế chế đã phải đương đầu với Liên minh thứ ba. Chiến thắng quyết định của Napoléon trong trận Austerlitz đã chỉ có thể làm giảm sự đe dọa đó trong một thời gian ngắn.
Năm 1806, Đại quân Pháp đã khuất phục được nước Phổ trước khi vào Ba Lan, và cuối cùng đánh bại Nga trong trận Friedland (nay là Pravdinsk, Nga) ngày 14.6.1807. Trên nền tảng này Napoléon đã buộc Nga phải ký hòa ước Tilsit ngày 7.7.1807, tạm chấm dứt 2 năm chiến tranh liên tục trên lục địa châu Âu.
Việc chen chân của Pháp vào bán đảo Iberia đã gây ra cuộc chiến tranh giành độc lập của Tây Ban Nha, một cuộc chiến tranh tàn bạo, kéo dài xấp xỉ 6 năm (từ 24.5.1808 tới 10.4.1814) làm cho đế quốc Pháp bị suy yếu trầm trọng.
Năm 1809, Pháp lại đánh nhau với Áo trong Liên minh thứ năm. Pháp thắng và Áo phải ký hiệp ước Schönbrunn (Viên) ngày 14.10.1809.
Năm 1812, các căng thẳng ngoại giao với Nga, khiến Pháp xâm lấn Nga. Đây là thảm họa cho Napoléon và Đế chế, vì hao tổn rất nhiều quân sĩ trong các trận chiến và dịch bệnh, đói rét
Năm 1813, trận chiến với Liên minh thứ sáu khiến Pháp bị đuổi ra khỏi Đức và ngày 6.4.1814 hoàng đế Napoléon phải thoái vị, chịu đi đày ở đảo Elba (Ý)
Tiếp theo Đệ Nhất Đế chế là Thời Phục hưng thứ nhất (Première Restauration) ngắn ngủi của vương triều Bourbons từ 6.4.1814 tới 20.3.1815. Napoléon mưu toan trốn khỏi đảo Elba, quay về Pháp lấy lại quyền hành từ tay vua Louis XVIII, đây là Thời kỳ 100 ngày (Cent-Jours), từ 20.3.1815 tới 22.6.1815. Napoléon lại đối đầu với Liên minh thứ bảy và cuộc đại bại của quân Pháp trong Trận Waterloo đã chấm dứt hẳn những gì còn sót lại của Đệ Nhất đế chế. Trở về Pháp 3 ngày sau, hoàng đế Napoléon Đệ Nhất lại phải thoái vị lần thứ hai và bị đưa đi đày ở đảo Saint Helena trên Đại Tây Dương cho tới chết.
Vào thời cực thịnh - năm 1812 - Đế quốc Pháp có 130 tỉnh (Départements), cai trị trên 44 triệu dân, có các đội quân trú đóng ở các nước Ý, Đức, Tây Ban Nha và đại công quốc Warsawa (Ba Lan ngày nay).
Đế chế cũng mang đậm nét bành trướng bá quyền (xâm lấn nhiều nước châu Âu) và gia đình trị. Các anh em, họ hàng của hoàng đế Napoléon Đệ Nhất được phong làm vua ở một số nước châu Âu.

### Đế quốc thực dân Pháp thứ hai
Đế chế thứ hai bắt đầu từ năm 1830 khi Pháp xâm chiếm Algérie, cuộc xâm lăng kéo dài 17 năm. Trong khoảng thời gian 1861-1867, hoàng đế Napoléon III muốn biến México thành một đất bảo hộ, nhưng sau nội chiến Hoa Kỳ, Tổng thống 17 của Hoa Kỳ là Andrew Johnson dùng học thuyết Monroe mà cấm cản nên Pháp bỏ ý định này. Chính quyền Napoléon III cũng cho quân xâm chiếm Nam Kỳ (Việt Nam) vào những năm 1867-1874, và năm 1863 đặt chế độ bảo hộ trên đất Campuchia.

#### Lập ra Đông Dương
Napoleon III cũng tìm cách gia tăng ảnh hưởng ở Đông Nam Á. Một yếu tố quan trọng trong quyết định của ông ta là sự tin tưởng của Pháp sẽ chỉ là cường quốc hạng nhì nếu không lan rộng ảnh hưởng ở Đông Á. Người Pháp cũng cho là họ có nghĩa vụ phải khai hóa thế giới.
Những nhà truyền đạo người Pháp đã hoạt động ở Việt Nam từ thế kỷ XVII, khi nhà tu Dòng Tên Alexandre de Rhodes mở một cơ sở truyền đạo ở đây. Năm 1858 vua Việt Nam cảm thấy bị đe dọa bởi ảnh hưởng của người Pháp và tìm cách đuổi các nhà truyền đạo. Napoleon III đã gởi một lực lượng hải quân với 14 tàu có đại bác, mang theo 3 ngàn lính Pháp và 3 ngàn lính người Philippines được cung cấp bởi Tây Ban Nha, dưới sự lãnh đạo của Charles Rigault de Genouilly, để bắt buộc triều đình Nguyễn phải chấp nhận các nhà truyền đạo và ngưng ngay việc ngược đãi người Công giáo Rôma. Vào tháng 9 năm 1858 lực lượng xâm lăng Pháp đã không chiếm được cảng Đà Nẵng, vào tháng 2 năm 1859, họ di chuyển về phía Nam và đánh chiếm Gia Định. Triều đình nhà Nguyễn bị buộc phải nhường 3 tỉnh cho Pháp và phải cho người Công giáo truyền đạo tự do. Quân đội Pháp sau đó đã rút lượng lớn quân khỏi Việt Nam tiến sang Trung Quốc, nhưng sau hiệp ước Thiên Tân năm 1862, họ trở lại. Nhà vua bị buộc phải mở các cảng ở An Nam (Trung Kỳ) và Tonkin (Bắc Kỳ), và toàn thể Cochinchina trở thành lãnh thổ Pháp vào năm 1864.
Năm 1863, vua của Campuchia, Norodom, mà được đưa lên nắm quyền bởi chính phủ Thái Lan, chống lại người đỡ đầu và tìm sự bảo vệ bởi người Pháp. Vua Thái Lan đã trao quyền lực đối với Campuchia cho Pháp, đổi lại họ được 2 tỉnh của Lào, mà Campuchia đã nhượng cho Thái Lan. Năm 1867, Campuchia đã chính thức trở thành một nước bảo hộ của Pháp.
Đế quốc Pháp thứ hai bành trướng mạnh nhất sau Chiến tranh Pháp-Phổ 1870-1871 và trong thời Đệ Tam Cộng hòa (1871-1940). Sau khi chiếm Nam Kỳ làm thuộc địa, Pháp từ từ tiến ra Bắc Kỳ (1884) và Trung Kỳ (1885) để lập ra chế độ bảo hộ. Cộng hai đất này với Campuchia và Nam Kỳ, Pháp đã lập ra Đông Dương thuộc Pháp năm 1887 (năm 1893 thêm Lào và năm 1900 thêm Quảng Châu Loan). Năm 1849, Pháp chiếm thêm một khu nhượng địa ở Thượng Hải cho đến năm 1946.

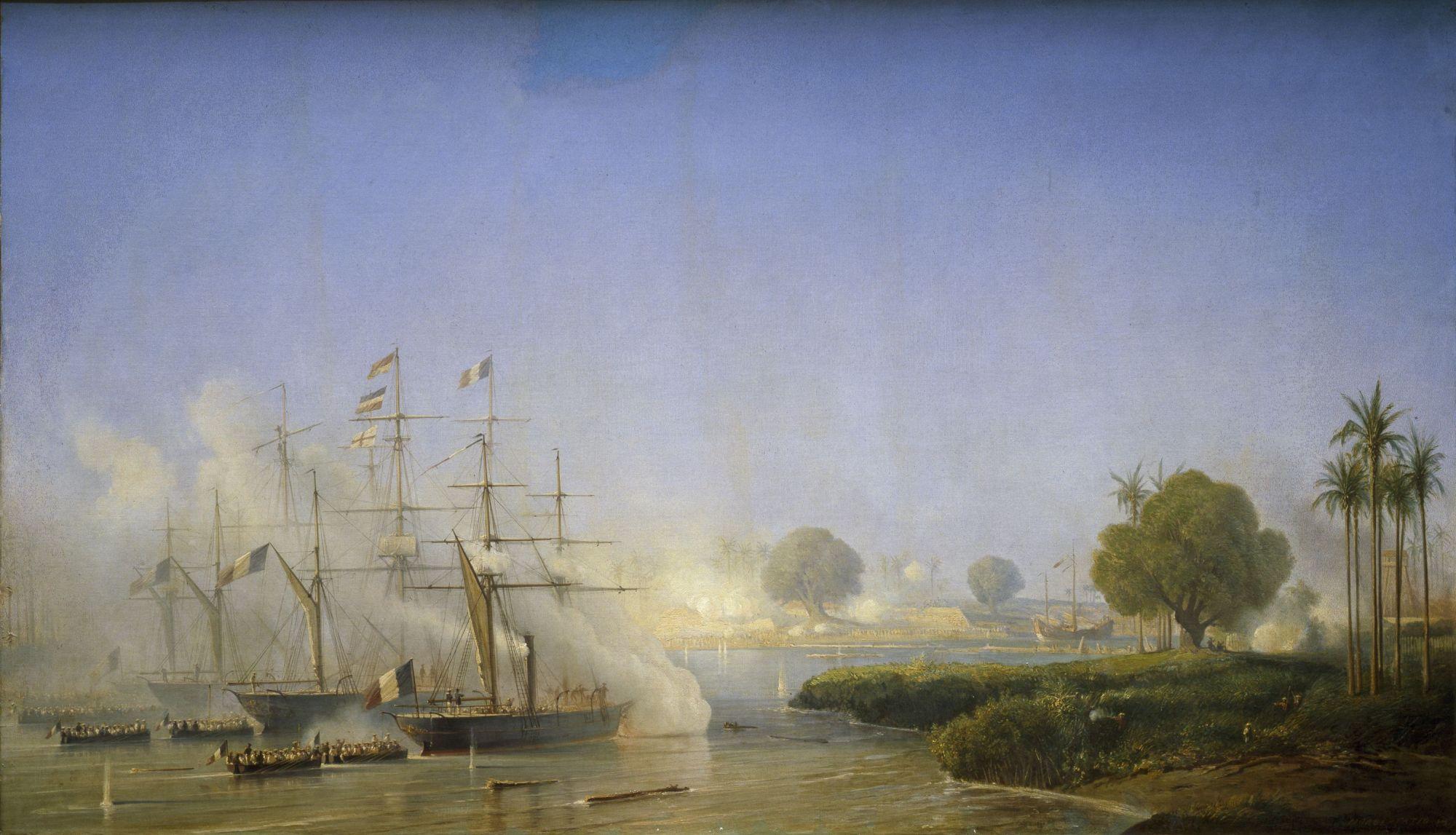
Chiếm đóng Sài Gòn bởi Charles Rigault de Genouilly 18.2.1859, vẽ bởi Antoine Morel-Fatio.
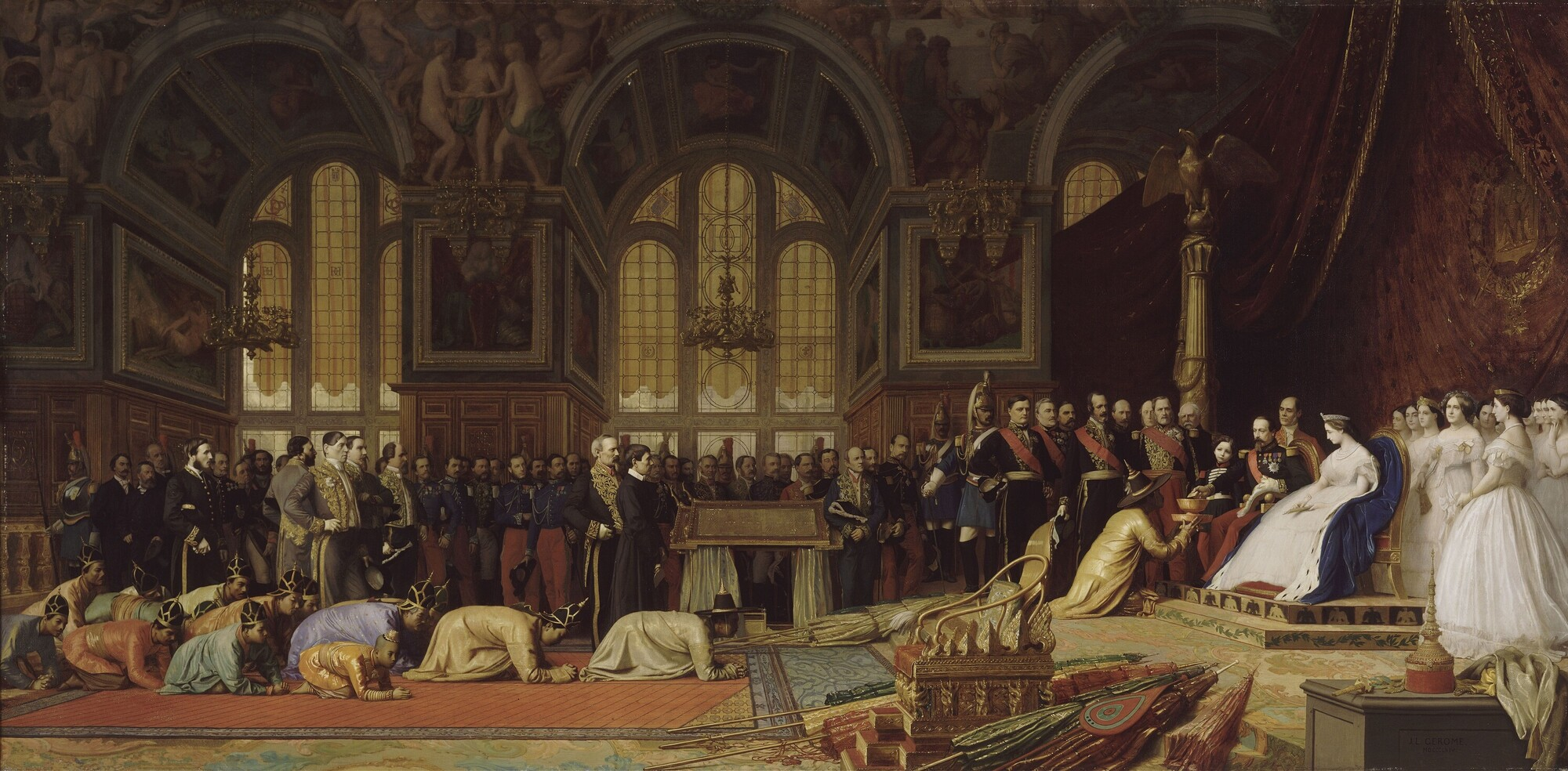
Napoleon III tiếp đón đại sứ Thái Lan tại cung điện Fontainebleau 1864.

#### Châu Phi
Ảnh hưởng Pháp cũng lan tràn sang Bắc Phi, thiết lập bảo hộ ở Tunisia năm 1881 (Hiệp ước Bardo). Dần dần lan tràn khắp Bắc, Tây, và Trung Phi trong cuối thế kỷ XIX (gồm các quốc gia ngày nay là Mauritanie, Sénégal, Guinée, Mali, Bờ Biển Ngà, Bénin, Niger, Tchad, Cộng hòa Trung Phi, Cộng hòa Congo), và một thuộc địa nhỏ ở bờ biển Đông Phi là Djibouti. Một cuộc viễn chinh có tên là Sứ mệnh Voulet-Chanoine được gửi đến Sénégal năm 1898 hầu chinh phục khu lòng chảo Tchad và thống nhất tất cả các thuộc địa Pháp ở Tây Phi.

### Đế quốc tan rã

Một bích họa tuyên truyền có tiêu đề Ba màu sắc, một lá cờ, một đế chế.

Đế quốc thực dân Pháp bắt đầu đổ vỡ trong thế chiến thứ hai, khi các bộ phận khác nhau của đế chế của họ đã bị chiếm đóng bởi nước ngoài Nhật Bản ở Đông Dương, Anh tại Syria, Liban và Madagascar, Mỹ và Anh tại Maroc và Algérie, Đức và Ý ở Tunisia. Tuy nhiên, quyền kiểm soát của Pháp được tái lập bởi Charles de Gaulle. Liên hiệp Pháp được thành lập theo Hiến pháp mới năm 1946, thay thế đế quốc thực dân cũ. Tuy nhiên, Pháp đã ngay lập tức phải đối mặt với sự khởi đầu của phi thực dân hóa. Ở châu Á, Hồ Chí Minh lãnh đạo Việt Minh tuyên bố Việt Nam độc lập ngay từ năm 1945, dù rất mềm mỏng nhưng cương quyết không thừa nhận quyền thống trị của Pháp, dẫn đến cuộc chiến tranh Pháp-Việt. Năm 1947, nội các của thủ tướng Paul Ramadier đã rất vất vả để đàn áp các cuộc nổi dậy vùng Thượng Malagasy (nay phần lớn là Madagascar), mở đầu cho sự tan rã thuộc địa tại châu Phi.
Chiến tranh Đông Dương kết thúc với thất bại của Pháp, người Việt Nam thu hồi lại quyền kiểm soát của đất nước mình từ năm 1954. Liên bang Đông Dương thuộc Pháp sụp đổ hoàn toàn. Người Pháp gần như ngay lập tức phải đối đầu với phong trào độc lập mới tại châu Phi. Cameroon khởi nghĩa dưới sự lãnh đạo của Ruben Um Nyobé. Ngay cả chính thuộc địa lâu đời nhất của Pháp cũng chống lại họ: Algérie. Năm 1956, cả Maroc và Tunisia tuyên bố độc lập. Dù Charles de Gaulle trở lại nắm quyền lực vào năm 1958, với sự tái lập Liên hiệp Pháp sau đó đổi tên thành Cộng đồng Pháp (Communauté française) theo mô hình Khối Thịnh vượng chung Anh, đã đưa ra những nhân nhượng với các thuộc địa nhằm giữ gìn quyền lợi của Pháp, cuộc khủng hoảng giữa chính quốc với thuộc địa vẫn không thể hòa giải. Năm 1960, Madagascar và Cameroon độc lập; Algérie vào năm 1962. Trên thực tế, Cộng đồng Pháp tự giải thể từ giữa Chiến tranh Algérie. Một số ít thuộc địa đã chọn hình thức tự trị như là vùng lãnh thổ hải ngoại (départements d'outre-mer) thay cho cai trị trực tiếp như là một phần của chính quốc Pháp. Đế quốc thực dân Pháp chỉ còn lại cái bóng của ánh hào quang cũ.

## Phạm vi mở rộng

Sự tiến hóa thuộc địa của Pháp

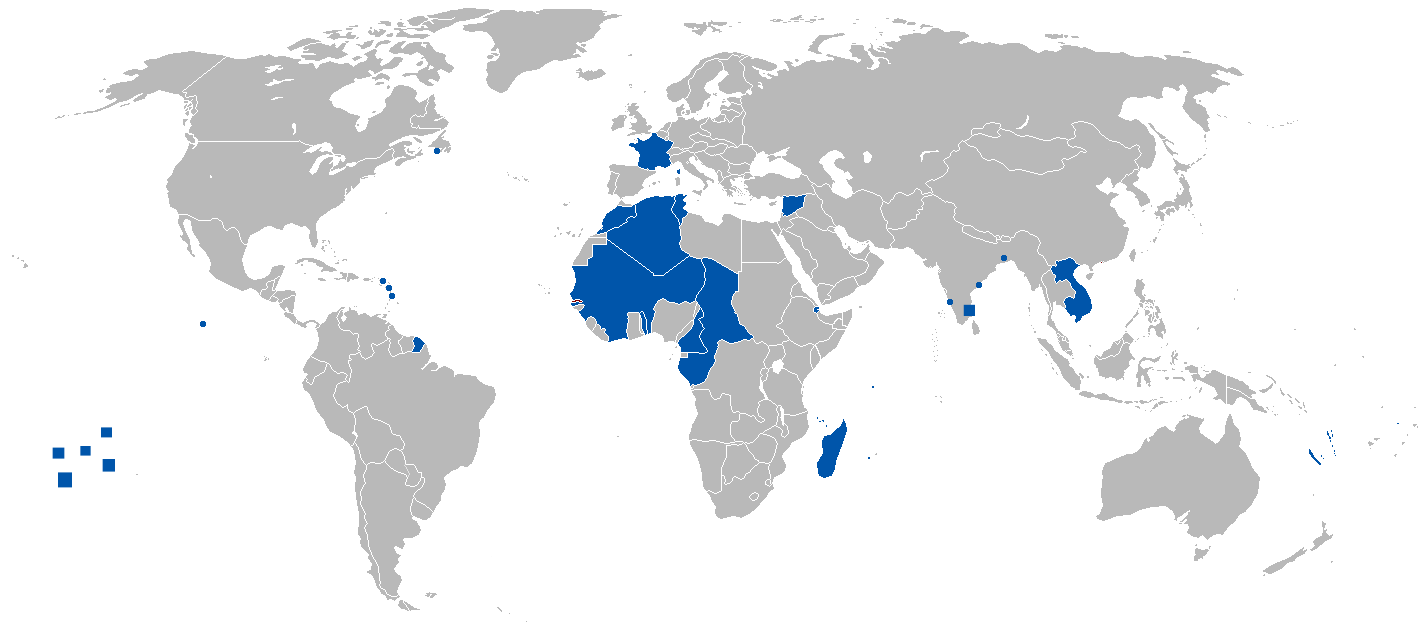
Đế quốc thực dân Pháp năm 1920

Danh sách sau đây cho thấy phạm vi của đế quốc thực dân Pháp trong 500 năm qua, không bao gồm một số khu vực không trực tiếp cai trị.

Bản đồ đế quốc thực dân Pháp
Đỏ: Chính quốc Pháp
Xanh lá: Phạm vi thuộc địa của Đế quốc thuộc địa thứ nhất
Xanh biển: Phạm vi thuộc địa của Đế quốc thuộc địa thứ hai.
Lưu ý: Cả hai không trùng nhau từ đầu và mỗi cái có mức tăng giảm riêng

### Đế quốc thực dân Pháp đầu tiên

#### Châu Mỹ
Bắc Mỹ
- Canada ( Québec,  Tân Pháp)
- Hoa Kỳ (Louisiana)
- Saint-Pierre và Miquelon

Caribe
- Anguilla
- Antigua và Barbuda
- Dominica
- Cộng hòa Dominica
- Grenada
- Guadeloupe
- Haiti
- Martinique
- Montserrat
- Saint Martin
- Saint-Barthélemy
- Saint Lucia
- Saint Vincent và Grenadines
- Sint Eustatius (Nhất thời ai trị)
- Saint Kitts và Nevis
- Trinidad và Tobago
- Quần đảo Virgin thuộc Mỹ
- Quần đảo Turks và Caicos

Nam Mỹ
- Brasil
- Guyane thuộc Pháp

#### Châu Phi
Tây Phi
- Tây Phi thuộc Pháp.
- Quần đảo Turks và Caicos

#### Ấn Độ Dương
- Mauritius
- Réunion
- Seychelles

#### Châu Á
- Liên bang Đông Dương

Nam Á
- Ấn Độ thuộc Pháp

### Đế quốc thuộc địa thứ hai

#### Châu Mỹ
Bắc Mỹ
- Saint Pierre and Miquelon

Caribe
- Guadeloupe
- Martinique
- Saint-Martin
- Saint-Barthélemy

Nam Mỹ
- Guyane thuộc Pháp

#### Châu Phi
Bắc Phi
- Maroc
- Algérie
- Tunisia

Tây Phi
- Bénin
- Burkina Faso
- Côte d'Ivoire
- Guinée
- Mali
- Mauritanie
- Niger
- Sénégal
- Togo

Xích đạo châu Phi
- Cameroon
- Cộng hòa Trung Phi
- Tchad
- Gabon
- Cộng hòa Congo

Ấn Độ Dương
- Comoros
- Madagascar
- Mayotte
- Réunion
- Các đảo rải rác tại Ấn Độ Dương

Biển Đỏ
- Djibouti

#### Châu Á
Trung Đông
- Liban
- Syria

Nam Á
- Ấn Độ thuộc Pháp

Đông Á
- Quảng Châu Loan
- Campuchia
- Lào
- Việt Nam

(Các thuộc địa trên được gọi chung là  Liên bang Đông Dương được cai trị tại Phủ Toàn quyền Đông Dương)

#### Châu Đại Dương
- Đảo Clipperton
- Nouvelle-Calédonie
- Polynésie thuộc Pháp
- Vanuatu
- Wallis và Futuna

#### Châu Nam Cực
- Các đảo rải rác tại Ấn Độ Dương

### Lãnh thổ ngày nay

#### Châu Mỹ
Bắc Mỹ
- Saint-Pierre và Miquelon

Caribe
- Guadeloupe
- Martinique
- Saint Martin
- Saint-Barthélemy

Nam Mỹ
- Guyane thuộc Pháp

Ấn Độ Dương
- Mayotte
- Réunion
- Các đảo rải rác tại Ấn Độ Dương

#### Châu Đại Dương
- Đảo Clipperton
- Nouvelle-Calédonie
- Polynésie thuộc Pháp
- Wallis và Futuna

#### Châu Nam Cực
- Vùng đất phía Nam và châu Nam Cực thuộc Pháp